# Megen

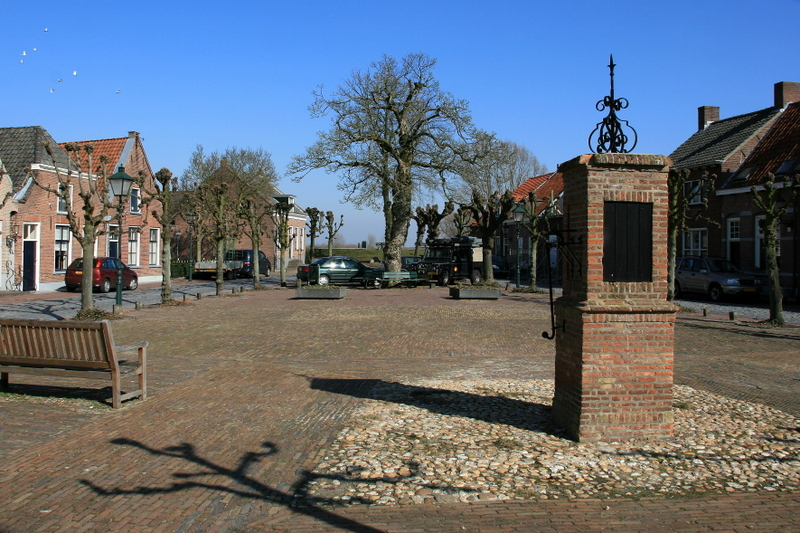
Megen:il Koolmarkt

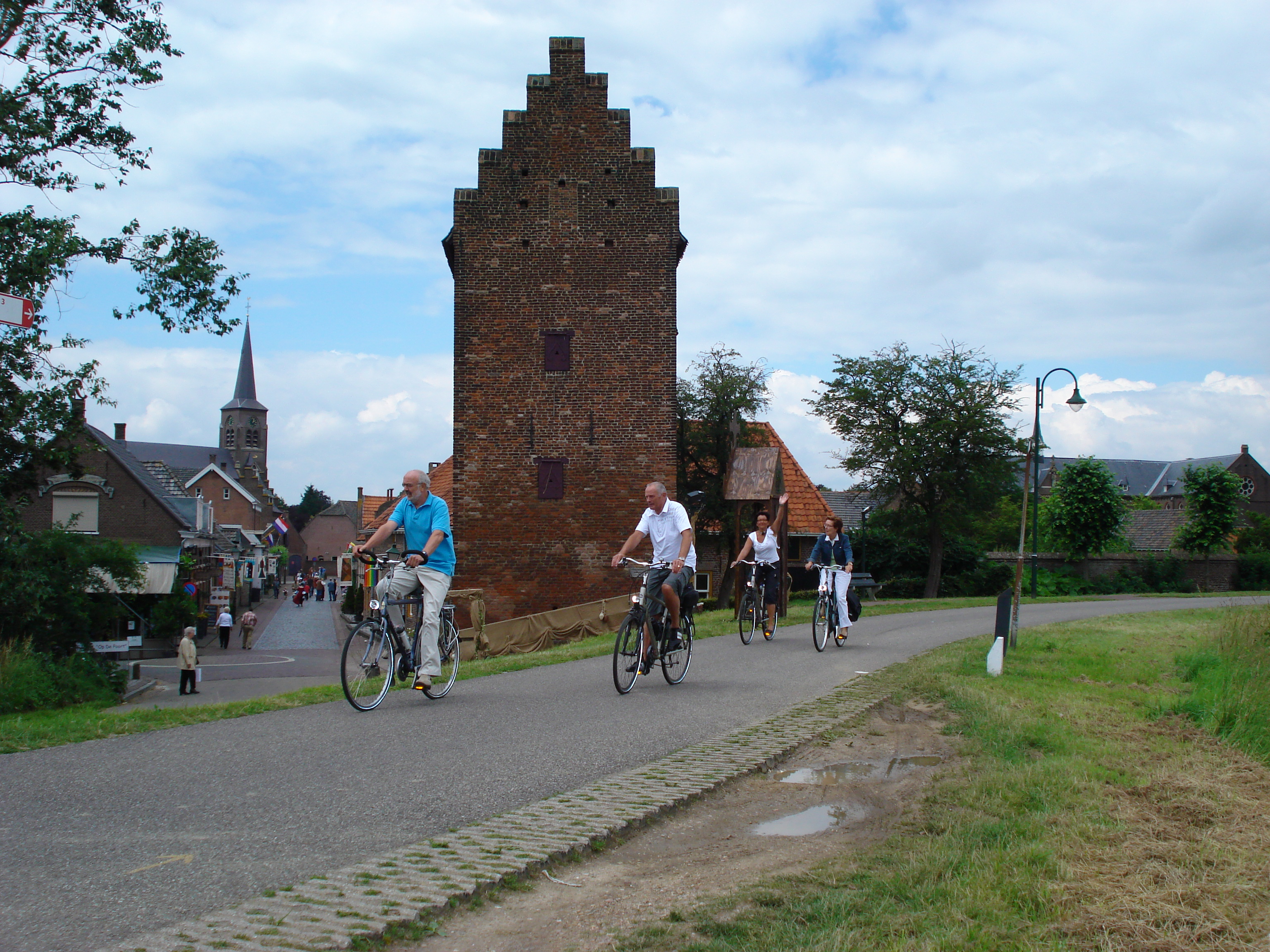
Megen: l'antica torre-prigione nella Torenstraat

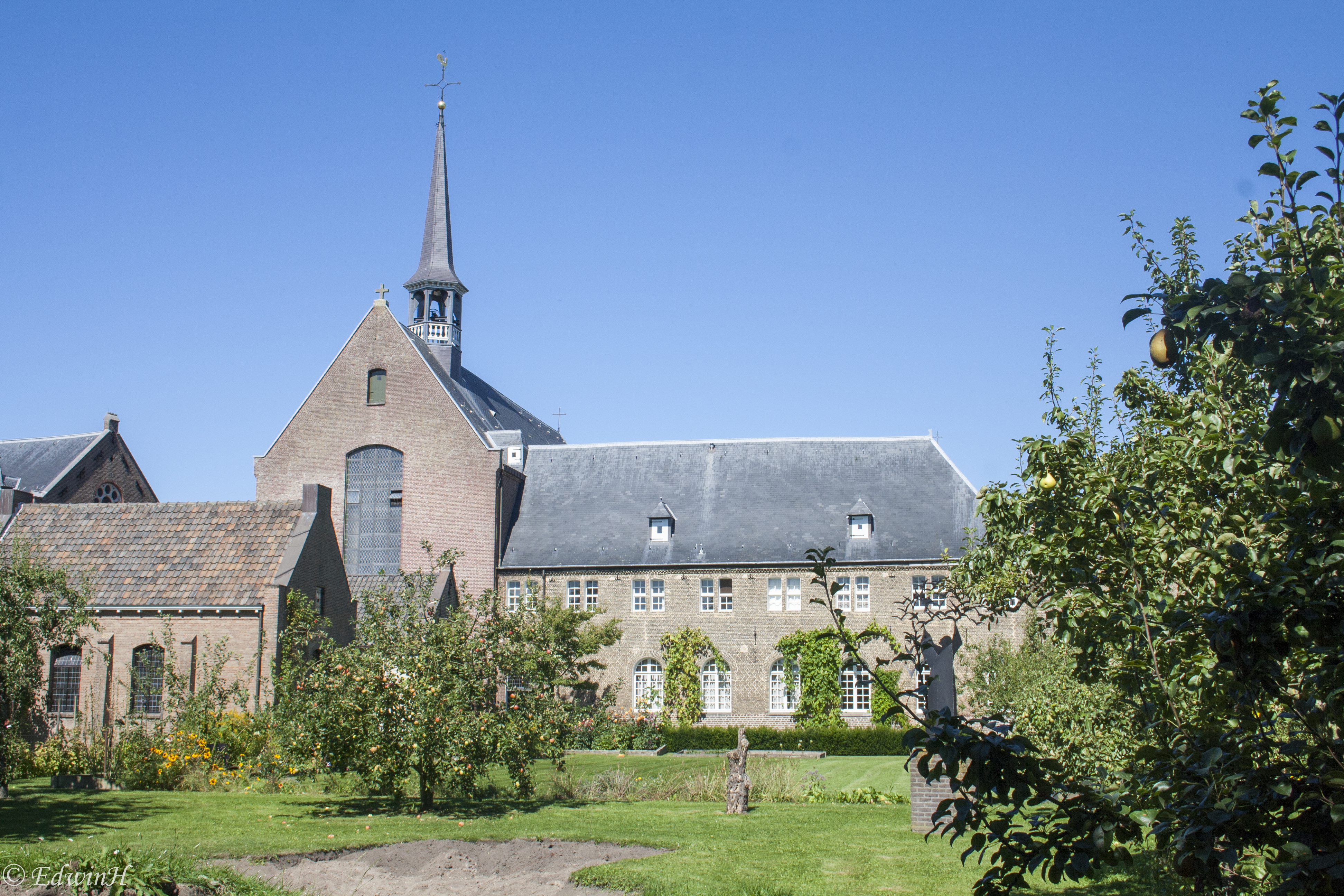
Megen: il convento francescano

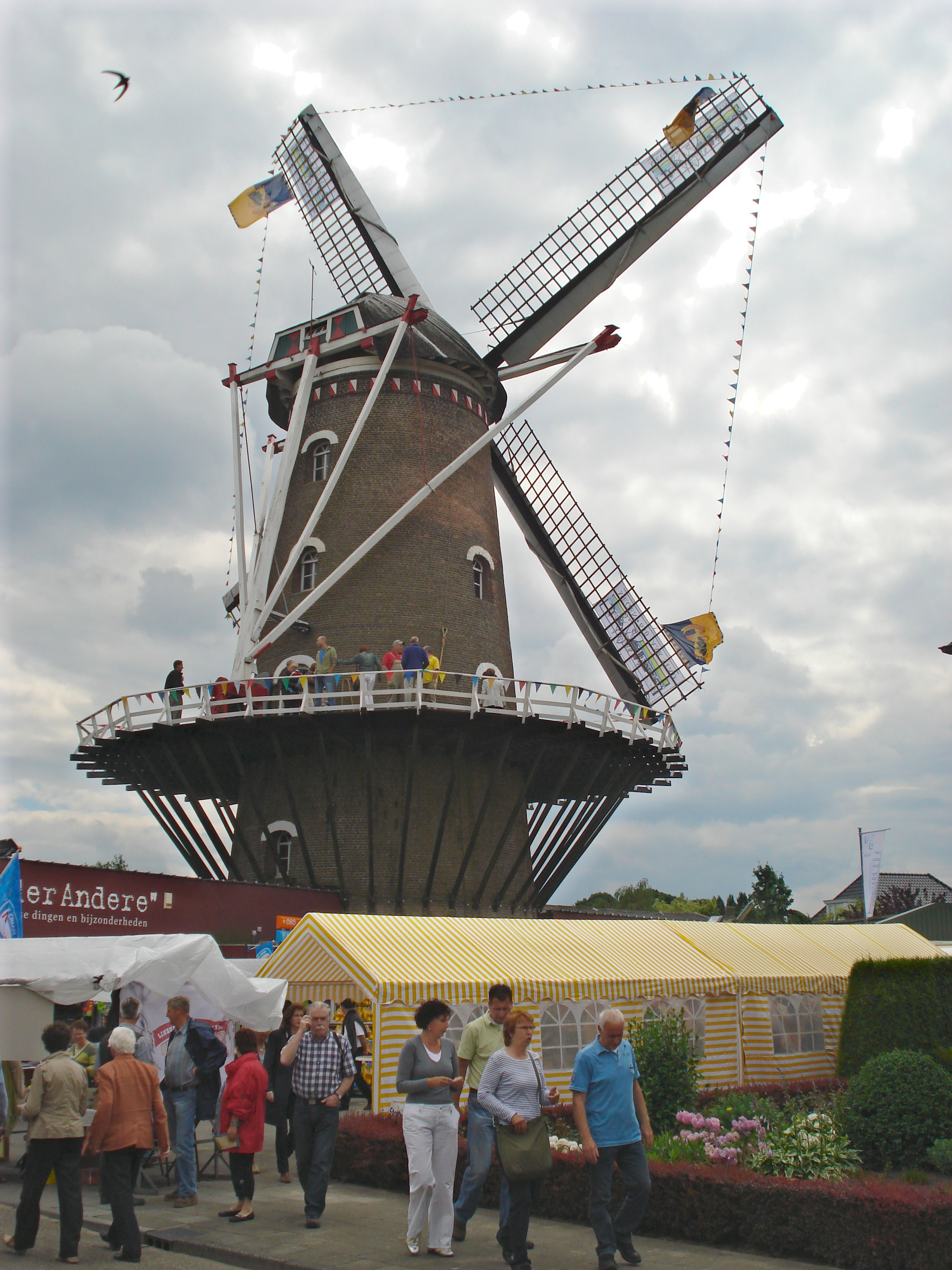
Megen: il mulino Desiré

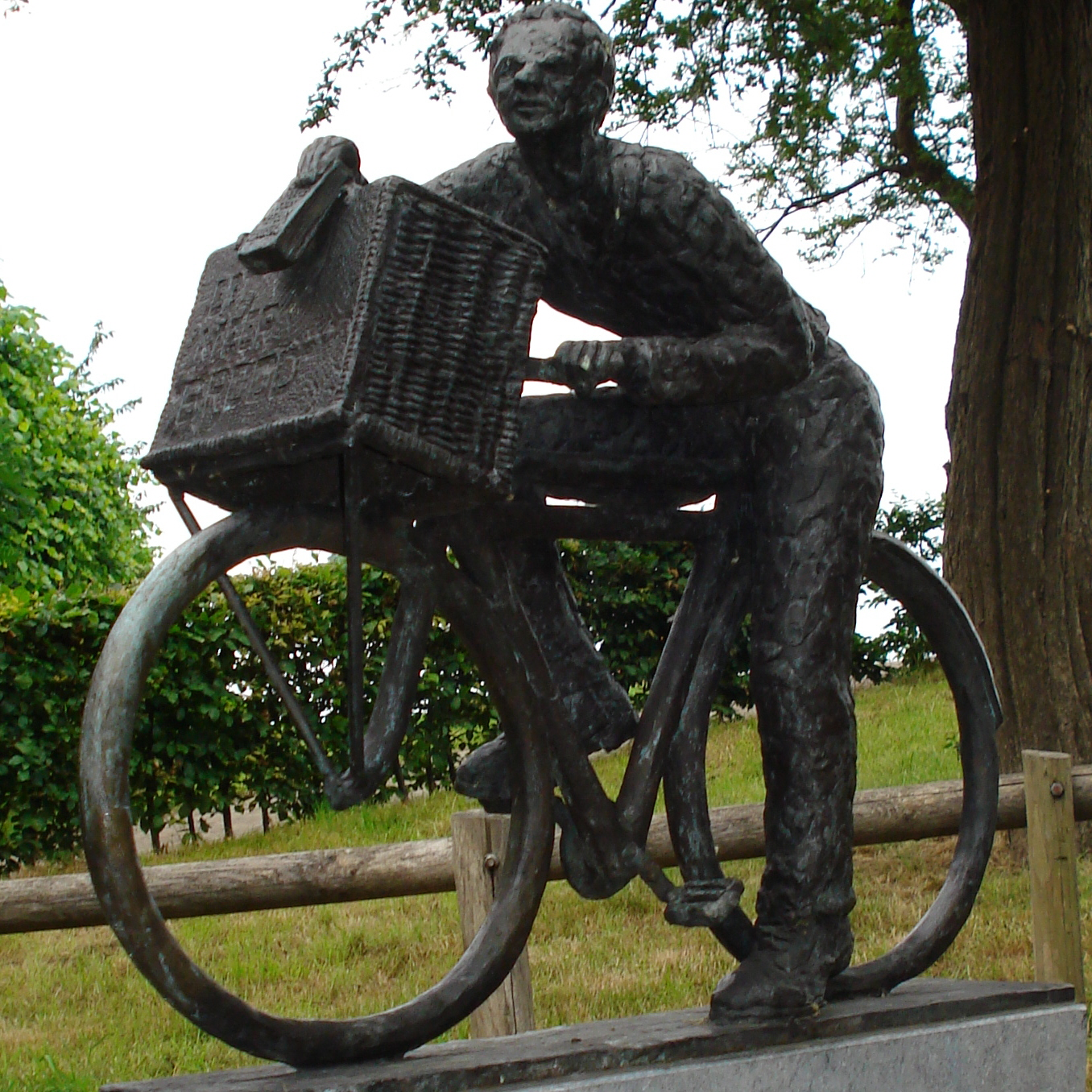
Scultura a Megen

Megen (pron.: /'me:(j) xə(ŋ)/) è una cittadina di circa 1.600 abitanti del sud-est dei Paesi Bassi, facente parte della provincia del Brabante Settentrionale e situata lungo il corso della Bergse Maas, nella regione del Noordoost-Brabant (Brabante Nord-Orientale). Dal punto di vista amministrativo, si tratta di una frazione del comune di Oss; fino al 1993 aveva invece fatto parte della municipalità soppressa di Megen, Haren en Macharen.
Storicamente, era il centro attorno al quale sorgeva la contea di Megen..

## Geografia fisica
Megen, che - come detto - si trova nell'estremità nord-orientale della provincia del Brabante Settentrionale, è situata proprio a cavallo del confine con la provincia della Gheldria (situato dal corso del fiume Mosa), a metà strada tra le località di 's-Hertogenbosch e Grave (rispettivamente ad est/nord-est della prima e a nord-ovest della seconda) e a pochi chilometri a nord di Oss.

## Storia
L'area su cui sorge Megen è abitata sin dal 2000 a.C. Tra i primi abitanti, vi furono i Celti e i Romani.
La cittadina è menzionata per la prima volta nel 721 d.C. come Meginus e già agli inizi del IX secolo vi sorgevano 44 edifici, tra quali vi erano anche un monastero e due castelli.
Nel 1145, un documento redatto da Allardus, conte di Megen, menzionava per la prima volta la contea di Megen, che comprendeva, oltre alla stessa Megen, anche le località di Haren, Macharen e Teeffelen. Circa due secoli dopo, nel 1357, fu conferito a Megen lo status di città e fu costruita una fortezza in loco.
Nel 1810, Napoleone Bonaparte, decise che Megen doveva formare un comune assiema a Haren e Macharen. Dopo la cacciata dei Francesi, avvenuta nel 1814, Megen e la contea di Megen divennero parte del regno dei Paesi Bassi.
|  |

## Monumenti e luoghi d'interesse
Megen conta 49 edifici classificati come rijksmonumenten e 6 edifici classificati come gemeentelijke monumenten.

### Architetture religiose

#### Convento francescano
Tra i principali edifici di Mechen, figura il convento francescano, eretto tra il 1648-1653 e il 1670.

### Convento St Josephberg
Un altro convento di Mechen è il St Josephberg: situato nella Clarastraat, fu fondato dalle monache dell'ordine delle Clarisse nel 1721.

### Cappella dei Sette Dolori
Altro importante edificio religioso è la Cappella dei Sette Dolori (Kapel der Zeven Weeën), edificio situato nella Kapelstraat e risalente al 1733.
|  |

### Chiesa di San Servazio
Altro edificio religioso degno di nota, è la chiesa di San Servazio, un edificio in stile neogotico eretto nel 1872 su progetto dell'architetto H. C. Dobbe-van Pelt.

### Architetture civili

#### Mulino Desiré
Altro edificio d'interesse ancora è il mulino Desiré, risalente al 1873.